# 도널드 깁
도널드 깁(영어: Donald Gibb, 1954년 8월 4일 ~ )은 미국의 배우, 영화배우, 텔레비전 배우이다.

## 출연작

### 영화
- 핸콕 (2008년)
- 그라인드 (2003년)
- 도망자 2 (1998년)
- 아메리칸 타이거 (1996년)
- 브로큰 바 (1995년)
- 투혼 2 (1995년)
- 사바테 (1994년)
- 기숙사 대소동 4 (1994년)
- 미드나잇 런 - 제2탄 (1994년)
- 닌자 드래곤 2 (1993년)
- 스텝 바이 스텝 (1991년)
- 유산의 비밀 (1991년)
- 죽음의 승부 (1988년)
- 내 이름은 브루스 2 (1987년)
- 기숙사 대소동 2 (1987년)
- 로스트 인 아메리카 (1985년)
- 정의의 거리 (1985년)
- 트랜실바니아(영어판) (1985년)
- 미트볼 2 (1984년)
- 코난 - 바바리안 (1981년)
- 매그넘 P.I. (1980년)
- 더 영 앤 더 레스트리스 (1973년)